# كيمياء سرية

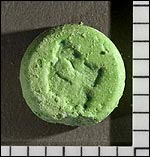
صورة لمادة Bzptablet

ي مختبرات المخدرات غير القانونية. حيث عادة ما يتم تشغيل هذا النوع من المختبرات الأكبر من قبل العصابات أو رؤساء الجريمة المنظمة التي تعتزم إنتاجها للتوزيع في السوق السوداء. أما المختبرات الأصغر فيتم تشغيلها من قبل الكيميائيين الأفراد الذين يعملون سرا من أجل تجميع كميات أصغر من المواد الخاضعة للرقابة أو ببساطة بسبب اهتمام الهواة بالكيمياء، وايضاً في كثير من الأحيان بسبب صعوبة التحقق من نقاء الأدوية الأخرى التي تم توليفها بشكل غير قانوني وتم بيعها في السوق السوداء. يستخدم مصطلح المختبر السري بشكل عام في أي حالة تنطوي على إنتاج مركبات غير مشروعة، بغض النظر عما إذا كانت المرافق المستخدمة مؤهلة ليكون كمختبر حقيقي.

## تاريخها
شملت الأشكال القديمة للكيمياء السرية تصنيع المتفجرات. وايضا هناك شكل قديم آخر من الكيمياء السرية هو تخمير وتقطير الكحول بشكل غير قانوني، حيث يتم ذلك بشكل متكرر لتجنب فرض الضرائب على المشروبات الروحية. من عام 1919 إلى عام 1933، حظرت الولايات المتحدة بيع أو تصنيع أو نقل المشروبات الكحولية. هذا فتح بابًا لصناع البيرة لتزويد مدينتهم بالكحول. تمامًا مثل مختبرات الأدوية الحديثة، تم وضع معامل التقطير في المناطق الريفية.
يشير المصطلح «موون شاين» (moonshine)  بشكل عام إلى «ويسكي الذرة»، أي مشروب شبيه بالويسكي مصنوع من الذرة. اليوم، ويسكي الذرة الأمريكية الصنع يمكن تسميتها أو بيعها تحت هذا الاسم، أو باسم ويسكي بوربون أو تينيسي (Bourbon، Tennessee whiskey)، اعتمادًا على تفاصيل عملية الإنتاج.

## عقاقير ذات تأثير عقلي
الطليعة الكميائية:
وهي التي تحتاج إلى كواشف كميائية على عكس تلك التي تتفاعل بشكل طبيعي كفطر القنب والسيلوسيبين. يتم استخراج بعض المخدرات، مثل الكوكايين والمورفين، من مصادر نباتية ثم يتم تنقيتها بمساعدة المواد الكيميائية. بعض المخدرات النصف مصنعة مثل الهيروين يتم تصنيعها من المواد القلوية التي يتم استخراجها من النباتات وتكون جاهزة للتفاعل مع كاشف كيمائي.في حالة الهيروين، يتم استخلاص خليط من القلويات من خشخاش الأفيون تسمى (Papaver somniferum)، عن طريق شق كبسولة البذور، حيث ينزف سائل حليبي (السائل الافيوني) من الشقوق التي تُترك بعد ذلك لتجف ويتم التخلص من البصيلات، وتنتج الأفيون الخام. ثم يتم استخراج المورفين، وهو واحد من العديد من القلويات الموجودة في الأفيون، عن طريق استخلاص القاعدة الحمضية وتحويله إلى هيروين عن طريق تفاعله مع أنهيدريد الخل.
عادة ما يتم تصنيع أدوية أخرى (مثل الميثامفيتامين وMDMA) من المواد الكيميائية المتاحة تجاريًا، على الرغم من أنه يمكن أيضًا تصنيع كلاهما من الطلائع الكميائية التي تحدث بشكل طبيعي.ويمكن أيضًا صنع الميثامفيتامين من الإيفيدرين، أحد القلويات التي تحدث بشكل طبيعي في الإفيدرا (الإفيدرا سينيك) حيث تنتشر في مناطق مثل منغوليا وروسيا.ويمكن تصنيع MDMA من المركب العضوي سافرول، المكون الرئيسي للعديد من الزيوت الأثيرية مثل السسافراس. تبنت الحكومات إستراتيجية للرقابة الكيميائية كجزء من خططها الشاملة لمراقبة المخدرات وإنفاذها. تتيح عملية مراقبة النشاطات الكيميائية وسيلة لمهاجمة إنتاج المخدرات غير المشروعة وتعطيل العملية قبل دخول المخدرات إلى السوق. نظرًا لأن العديد من المواد الكيميائية الصناعية المشروعة مثل الأمونيا اللامائية واليود ضرورية أيضًا في تصنيع وتوليف معظم الأدوية المنتجة بشكل غير مشروع، فإن منع تحويل هذه المواد الكيميائية من التجارة المشروعة إلى تصنيع المخدرات غير المشروعة يعد مهمة صعبة. لذلك غالبًا ما تفرض الحكومات قيودًا على شراء كميات كبيرة من المواد الكيميائية التي يمكن استخدامها في إنتاج المخدرات غير المشروعة، والتي تتطلب عادةً تراخيص أو تصاريح لضمان أن المشتري لديه حاجة مشروعة لها.

## روابط خارجية
- Clandestine labs FAQ at ارويد
- New 'shake-and-bake' method for making crystal meth gets around drug laws but is no less dangerous